# 인 더 컷
《인 더 컷》(영어: In the Cut)은 오스트레일리아에서 제작된 제인 캠피언 감독의 2003년 미스터리 범죄 스릴러 영화이다. 메그 라이언 등이 출연하였고, 니콜 키드먼 등이 제작에 참여하였다.
2003년 10월 22일 미국에서 제한 개봉되었으며 그해 핼러윈에 미국과 영국에서 와이드 릴리스되었다. 이 영화는 대다수 비평가들로부터 혼재되고 부정적인 평가를 받았다.

## 출연진
- 메그 라이언
- 마크 러펄로
- 제니퍼 제이슨 리
- 케빈 베이컨 (크레디트 미기재)
- 닉 더미치
- 셔리프 퓨

## 기타 제작진
- 협력 제작: 레이 앤젤릭
- 배역: 빌리 홉킨스, 수잰 스미스, 케리 바든, 마크 베넷
- 미술: 데이비드 브리즈빈
- 의상: 베어트릭스 어루너 퍼스토르
- 음악 감독: 로리 파커